# 康登鎮區 (密蘇里州雷縣)
康登鎮區（英語：Camden Township）是位於美國密蘇里州雷縣的一個行政鎮區。

## 地方資料
康登鎮區的面積為101.26平方千米，當中陸地面積為96.42平方千米，而水域面積為4.84平方千米。根據2020年美國人口普查的數據，當地共有人口594人，而人口密度為每平方千米5.87人。